# Католицька церква на Гаїті
Като́лицька це́рква на Гаї́ті — найбільша християнська конфесія Гаїті. Складова всесвітньої Католицької церкви, яку очолює на Землі римський папа. Керується конференцією єпископів. Станом на 2004 рік у країні нараховувалося близько 6 743 000 католиків (65,36% від усього населення). Існувало 9 діоцезій, які об'єднували 296 церковних парафій.  Кількість  священиків — 691 (з них представники секулярного духовенства — 400, члени чернечих організацій — 291), постійних дияконів — 4, монахів — 682, монахинь — 1789.

## Статистика
Згідно з «Annuario Pontificio» і Catholic-Hierarchy.org:
| Рік | Населення | Населення | Населення | Священики | Священики | Священики | Священики           | Диякони | Ченці    | Ченці | Парафії |
| Рік | католики  | загалом   | %         | загалом   | секулярні | ченці     | вірних на священика | Диякони | чоловіки | жінки | Парафії |
| --- | --------- | --------- | --------- | --------- | --------- | --------- | ------------------- | ------- | -------- | ----- | ------- |

## Діоцезії
Шаблон:Католицька церква на Гаїті